# Thuidium lanatum
Thuidium lanatum là một loài Rêu trong họ Thuidiaceae. Loài này được (Strøm ex Brid.) I. Hagen miêu tả khoa học đầu tiên năm 1897.